# Teichel
Teichel ist eine ehemalige Stadt und heute ein Ortsteil der Stadt Rudolstadt im Landkreis Saalfeld-Rudolstadt in Thüringen. Teichel gehörte mit Ummerstadt und Neumark zu den kleinsten Städten der DDR.

## Geografie

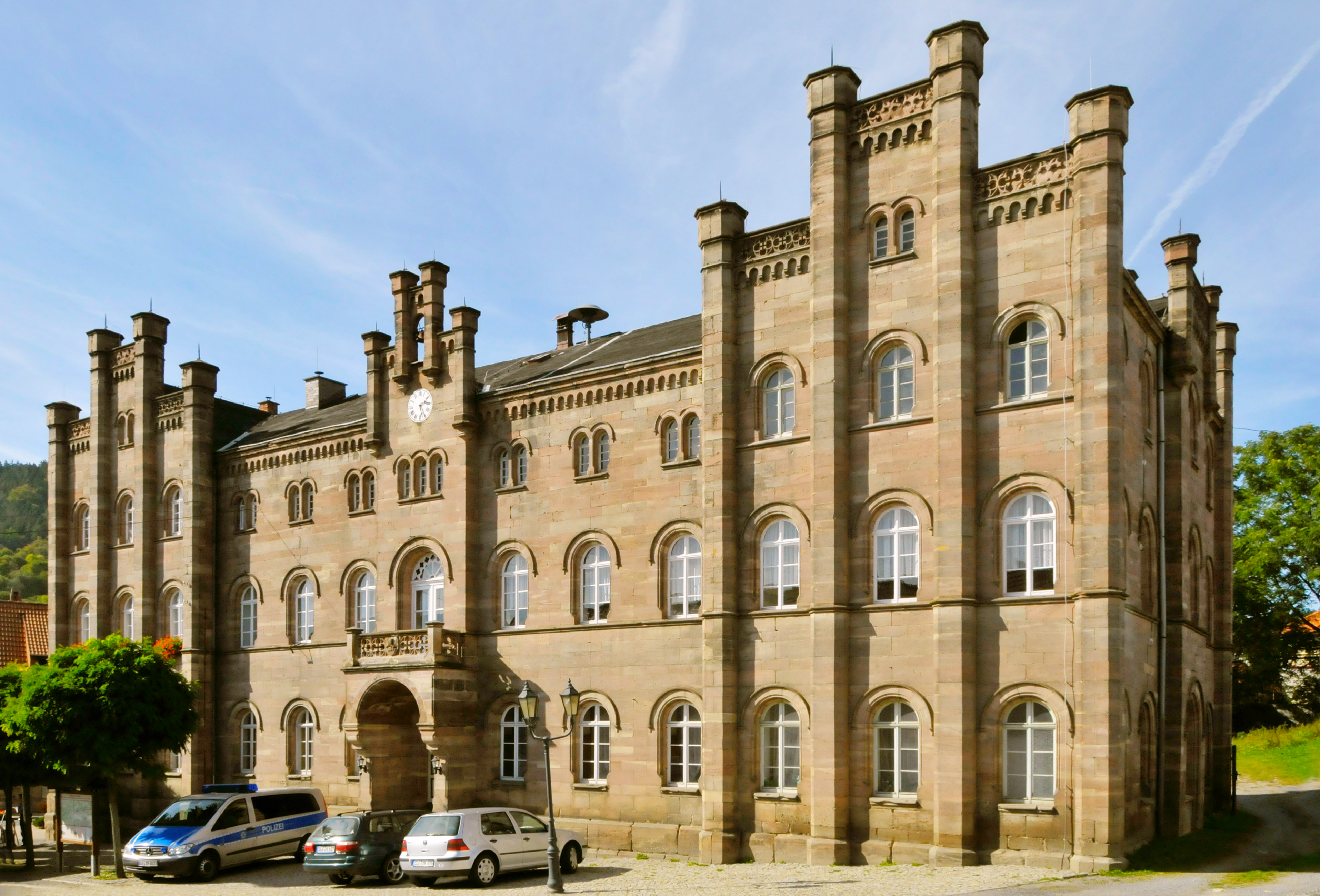
Rathaus von Teichel

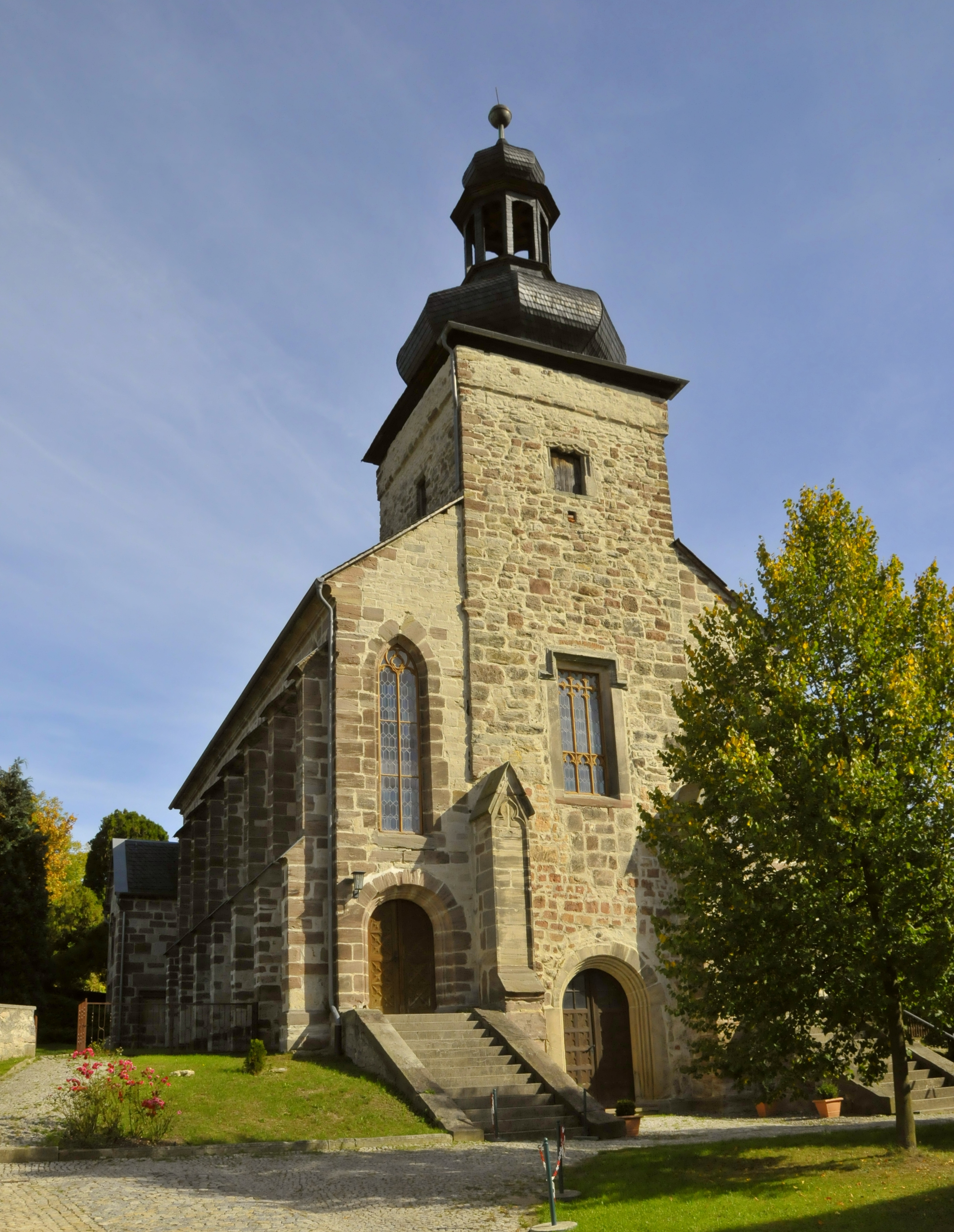
Kirche von Teichel

Umgeben von steilen Kalkbergen nimmt das Städtchen Teichel den oberen Teil des zur Remdaer Rinne entwässernden Gornitzbachtales ein. Das Rathaus liegt 314 m ü. NN hoch.
Wärmebegünstigte Muschelkalkhänge der Umgebung, auf denen in der Vergangenheit Wein angebaut wurde, tragen heute oft Kirschplantagen. Bei Teichel treffen die von Haufeld und Neckeroda herabkommenden Täler sowie das Wolfstal zusammen. Diese gliedern die Muschelkalksteilstufe in einzelne Berge, die Teichel halbkreisförmig umgeben: Kretzberg, Eichberg, Steinberg und Roter Berg. Nördlich der Stadt an der Straße nach Neckeroda befindet sich an der Ostseite des Eichberges ein ehemaliger Steinbruch, in dem die Sedimentstrukturen des Unteren Wellenkalks gut aufgeschlossen sind. Prielausfüllungen, Wellenrippen und Strömungsmarken auf den Schichtflächen sowie Spurenfossilien beweisen, dass der Muschelkalk in einem Flachmeer mit Gezeiten abgelagert wurde.

## Geschichte
Teichel zählt zu den ältesten Ansiedlungen im Nordteil des ehemaligen Kreises Rudolstadt. Funde am nördlichen Stadtrand belegen einen Siedlungsplatz bereits in der späten Hallstattzeit (5. Jahrhundert v. Chr.). Die in einer in das Jahr 1076 datierten Fuldaer Urkunde erfolgte Erwähnung von Tucheldi wird allgemein auf Teichel bezogen. Dieser Ortsname geht auf tiuchel = Röhre zurück und bezeichnet einen Ort, dessen Brunnen aus Röhren gespeist wird (Rosenkranz 1982).
1417 wird Teichel als Stadt bezeichnet. Bis ins 16. Jahrhundert war der Ort eine Rast- und Vorspannstation an der von Nürnberg über Gräfenthal und Saalfeld nordwärts bis Mansfeld und Eisleben führenden Kupferstraße. Die Vorspanndienste brachte aber keine weiteren wirtschaftlichen Impulse, so dass Teichel ein ausgesprochenes Ackerbürgerstädtchen blieb.
Teichel gehörte bis 1918 zur Oberherrschaft der Grafschaft bzw. des Fürstentums Schwarzburg-Rudolstadt, kam mit diesem 1920 zum neugebildeten Land Thüringen und 1952 als Stadt im Kreis Rudolstadt zum neu gebildeten Bezirk Gera. An der Gemarkungsgrenze mit Neckeroda steht ein Denkmal mit einem plastisch gestalteten Löwen, der zugleich schwarzburgisches und Teicheler Wappentier ist.
Die verhältnismäßig große Stadtflur von 900 ha Größe belegt die gegenüber den Nachbardörfern hervorgehobene historische Stellung. Teichel besaß noch im 18. Jahrhundert eine vollständige Stadtbefestigung mit Stadtmauer, vorgelagertem Graben und zwei Toren. Reste dieser ehemaligen Anlage sind vereinzelt noch erkennbar. Ein großer Teil der einst in der Stadtbefestigung enthaltene Steine wurden nach Stadtbränden zum Bau der Häuser verwendet und ist heute vielfach in den Grundmauern von Gebäuden wiederzufinden.
Seit dem 1. Januar 1997 bildete die Stadt zusammen mit Remda und zehn weiteren Orten die neue Stadt Remda-Teichel. Zum 1. Januar 2019 wurde Teichel im Zuge der Eingemeindung von Remda-Teichel ein Ortsteil von Rudolstadt.

## Politik

### Wappen
Blasonierung: „In Grün ein hersehender doppelschwänziger, gekrönter goldener Löwe.“
Der Löwe ist heraldisch ein Leopard, ein leopardierender Löwe. Er weist auf die vergangenen Herrschaften hin: in Gold auf das Schwarzburgische und die Doppelschwänzigkeit für Böhmen.

## Bauwerke

### Rathaus
Das Bauwerk wurde von 1863 bis 1867 nach Entwürfen des Architekten Wilhelm Adolph von Bamberg errichtet. Das Rathaus mit dem kleinen Marktplatz bildet das Zentrum Teichels.
Das aus Sandsteinquadern gefügte Haus ist ein Beispiel des Eklektizismus aus der 2. Hälfte des 19. Jh.: halb italienischer Palazzo, halb englische Burg mit vielen kleinen Rundtürmen, mit Fensterformen, die der deutschen Romanik entlehnt wurden.

### Stadtkirche
Die neugotische Stadtkirche wurde im Jahre 1848 gebaut und hat heute noch einen aus 1438 erhaltenen Turm.

### Grundriss und Stadtbild
Der Grundriss der Stadt geht auf ein seit Jahrhunderten bestehendes Straßennetz zurück. Bestimmend ist die den Ort durchquerende heutige Bundesstraße 85 von Rudolstadt nach Weimar, von der in westlicher Richtung einige Nebengassen abzweigen. Östlich der Bundesstraße münden die Nebenstraßen in eine parallel zu ihr verlaufende schmale Gasse. In den dazwischenliegenden Arealen drängen sich kleine Gehöfte dicht aneinander.

## Wirtschaft
In Teichel gibt es Gaststätten, einige Handwerker und Händler sowie Arzt, Kindergarten und einen Sportplatz mit Verein SG Traktor Teichel und Kegelbahn als Versorgungsangebote für die Bevölkerung der Stadt und der umliegenden Orte.

## Persönlichkeiten
- Johann Hoffmann (1644–1718), evangelischer Kirchenliederdichter und Pädagoge
- Albert Robert Brömel (1815–1885), lutherischer Theologe